# Turniej o Srebrny Kask 1967
Turniej o Srebrny Kask 1967 – rozegrany w sezonie 1967 turniej żużlowy z cyklu rozgrywek o „Srebrny Kask”. Wygrał Edward Jancarz, drugi był Zygfryd Friedek, a Bogdan Szuluk stanął na najniższym stopniu.

## Wyniki finałów
Poniżej zestawienie czołowej piątki każdego z rozegranych 5 turniejów finałowych.

### I turniej
- 7 maja 1967, Toruń

| Msc. | Zawodnik        | Klub              | Pkt |  |  |
| ---- | --------------- | ----------------- | --- |  |  |
| 1    | Zygfryd Friedek | Kolejarz Opole    | 15  |  |  |
| 2    | Edward Jancarz  | Stal Gorzów Wlkp. | 13  |  |  |
| 3    | Bogdan Szuluk   | Stal Toruń        | 13  |  |  |
| 4    | Benedykt Kosek  | Polonia Bydgoszcz | 12  |  |  |
| 5    | Piotr Bruzda    | Sparta Wrocław    | 10  |  |  |

### II turniej
- 25 maja 1967, Lublin

| Msc. | Zawodnik        | Klub                  | Pkt |  |  |
| ---- | --------------- | --------------------- | --- |  |  |
| 1    | Edward Jancarz  | Stal Gorzów Wlkp.     | 14  |  |  |
| 2    | Benedykt Kosek  | Polonia Bydgoszcz     | 13  |  |  |
| 3    | Zygfryd Friedek | Kolejarz Opole        | 12  |  |  |
| 4    | Jerzy Kowalski  | Unia Leszno           | 12  |  |  |
| 5    | Lech Zapart     | Włókniarz Częstochowa | 11  |  |  |

### III turniej
- 20 sierpnia 1967, Gdańsk

| Msc. | Zawodnik          | Klub              | Pkt |  |  |
| ---- | ----------------- | ----------------- | --- |  |  |
| 1    | Edward Jancarz    | Stal Gorzów Wlkp. | 15  |  |  |
| 2    | Jerzy Kowalski    | Unia Leszno       | 13  |  |  |
| 3    | Stanisław Kasa    | Polonia Bydgoszcz | 13  |  |  |
| 4    | Bogdan Szuluk     | Stal Toruń        | 10  |  |  |
| 5    | Zdzisław Dobrucki | Unia Leszno       | 10  |  |  |

### IV turniej
- 26 sierpnia 1967, Opole

| Msc. | Zawodnik          | Klub              | Pkt |  |  |
| ---- | ----------------- | ----------------- | --- |  |  |
| 1    | Zygfryd Friedek   | Kolejarz Opole    | 14  |  |  |
| 2    | Zdzisław Dobrucki | Unia Leszno       | 14  |  |  |
| 3    | Edward Jancarz    | Stal Gorzów Wlkp. | 13  |  |  |
| 4    | Zygmunt Matjan    | Motor Lublin      | 10  |  |  |
| 5    | Bogdan Szuluk     | Stal Toruń        | 10  |  |  |

### V turniej
- 3 września 1967, Tarnów

| Msc. | Zawodnik           | Klub              | Pkt |  |  |
| ---- | ------------------ | ----------------- | --- |  |  |
| 1    | Bogdan Szuluk      | Stal Toruń        | 14  |  |  |
| 2    | Zbigniew Flegel    | Unia Tarnów       | 13  |  |  |
| 3    | Zygfryd Friedek    | Kolejarz Opole    | 12  |  |  |
| 4    | Stanisław Kasa     | Polonia Bydgoszcz | 11  |  |  |
| 5    | Stanisław Chorabik | Unia Tarnów       | 11  |  |  |

## Klasyfikacja końcowa
Poniżej zestawienie czołowej ósemki klasyfikacji końcowej.
Uwaga!: Odliczono jeden najgorszy wynik. Uczestników turnieju nominowała GKSŻ.
| Poz | Zawodnik          | Klub                  | TOR | LUB | GDA | OPO | TAR | Punkty |
| --- | ----------------- | --------------------- | --- | --- | --- | --- | --- | ------ |
| 1   | Edward Jancarz    | Stal Gorzów Wlkp.     | 13  | 14  | 15  | 13  | –   | 55     |
| 2   | Zygfryd Friedek   | Kolejarz Opole        | 15  | 12  | –   | 14  | 12  | 53     |
| 3   | Bogdan Szuluk     | Stal Toruń            | 13  | –   | 10  | 10  | 14  | 47     |
| 4   | Benedykt Kosek    | Polonia Bydgoszcz     | 12  | 13  | 9   | 6   | 10  | 44     |
| 5   | Zdzisław Dobrucki | Unia Leszno           | 8   | 8   | 10  | 14  | –   | 40     |
| 6   | Jerzy Kowalski    | Unia Leszno           | –   | 12  | 13  | 8   | –   | 33     |
| 7   | Stanisław Lalicki | Stal Rzeszów          | 4   | 10  | 8   | 6   | 8   | 32     |
| 8   | Lech Zapart       | Włókniarz Częstochowa | 2   | 11  | 10  | 6   |     | 29     |

| Kolor    | Wynik      |
| -------- | ---------- |
| Złoty    | Zwycięzca  |
| Srebrny  | 2. miejsce |
| Brązowy  | 3. miejsce |
| Limanowy | 4. miejsce |
| cyjan    | 5. miejsce |